# ゼンド・テクノロジーズ
ゼンド・テクノロジーズ（英: Zend Technologies Ltd.）は、かつて存在したアメリカ合衆国の World Wide Web基盤ソフトウェア企業。本社はカリフォルニア州クパチーノにある。技術センターはイスラエルのテルアビブ近郊にあり、フランスおよびドイツに支社がある。PHPベースのWebアプリケーションの開発・配布・管理に関わる各種製品を開発している。
企業買収により、現在はZend by Perforceとして存続している。

## 歴史
ゼンド・テクノロジーズの創業者はアンディ・ガトマンズとゼーブ・スラスキーで、彼らはイスラエル工科大学を卒業後、ラスマス・ラードフが生み出したPHPを仲間と共に拡張したことでよく知られている。
1997年、ゼーブとアンディはラスマス・ラードフのPHP-FIのパーサを書きかえ、その成果をPHP 3としてリリース。1998年、パーサを完全に再設計し、これを Zend Engine と名づけた。PHP 4はこのZend Engineを使った最初のバージョンで、大きな成功を収めた。
2006年、ゼンド・テクノロジーズはテルアビブで開催されたIsraeli Venture Association Annual Hi Tech ConferenceにてBest Israeli Startup Software Company Awardを受賞した。プレゼンターは当時イスラエルの首相だったエフード・オルメルト。
2015年10月5日、ゼンド・テクノロジーズはRogue Wave Softwareに買収された。
2019年、親会社であるRogue Wave SoftwareがPerforce Software, Inc.によって買収され、ゼンドは同社のブランドである「Zend by Perforce」として再編された。

## 製品
- Zend Server - 企業向けWebアプリケーションサーバ。
- Zend Studio - PHP用の商用（プロプライエタリ）統合開発環境 (IDE)。
- Zend Guard - PHPスクリプトの覗き見を防ぐことができる。

## 技術者認定制度
ゼンドはZend PHP Certificationの名称でPHP技術者の認定を行っている。そのほか、Zend Framework 2 CertificationおよびZend Framework 1 Certificationの名称でZend Framework技術者の認定を行っている。ゼンドのWebサイトにはSearch for a Zend Certified Engineerというページがあり、認定された技術者を検索できるようになっている。また、認定された技術者はZCE ロゴ (ZCE = Zend Certified Engineers) を自身のWebサイトなどに置くことができる。

## 後援しているプロジェクト
- Zend EngineはPHPの中核であり、アンディ・ガトマンズとゼーブ・スラスキーが生み出した。活発なコントリビュータに対してゼンドが援助しているが、開発自体はゼンドが制御しているわけではない。
- Zend Frameworkはオープンソースのオブジェクト指向Webアプリケーションフレームワークで、PHPで書かれ、BSDライセンスでリリースされている。